# Thel
Thel korábbi község (település) Franciaországban, Rhône megyében. 2016. január 1-jén Cours-la-Ville és Pont-Trambouze községgel egyesült és Cours új község része lett.
Lakosainak száma 338 fő (2018. január 1.). Thel Cours-la-Ville, Ranchal és Saint-Vincent-de-Reins községekkel határos.

## Népesség
A település népessége az elmúlt években az alábbi módon változott:
| Lakosok száma | 287  | 265  | 272  | 278  | 302  | 304  | 326  | 339  | 344  | 338  |
|               | 1962 | 1968 | 1975 | 1982 | 1990 | 2008 | 2013 | 2015 | 2017 | 2018 |